# Bridgeport (Washington)
Bridgeport és una població dels Estats Units a l'estat de Washington. Segons el cens del 2000 tenia 2.059 habitants.

## Demografia
Segons el cens del 2000, Bridgeport tenia 2.059 habitants, 624 habitatges, i 497 famílies. La densitat de població era de 764,4 habitants per km².
Dels 624 habitatges en un 51% hi vivien nens de menys de 18 anys, en un 61,7% hi vivien parelles casades, en un 13,1% dones solteres, i en un 20,2% no eren unitats familiars. En el 17,1% dels habitatges hi vivien persones soles el 5,9% de les quals corresponia a persones de 65 anys o més que vivien soles. El nombre mitjà de persones vivint en cada habitatge era de 3,3 i el nombre mitjà de persones que vivien en cada família era de 3,7.
Per edats la població es repartia de la següent manera: un 38% tenia menys de 18 anys, un 10,3% entre 18 i 24, un 28,1% entre 25 i 44, un 16% de 45 a 60 i un 7,6% 65 anys o més.
L'edat mediana era de 26 anys. Per cada 100 dones de 18 o més anys hi havia 108,8 homes.
La renda mediana per habitatge era de 25.531 $ i la renda mediana per família de 26.086 $. Els homes tenien una renda mediana de 22.333 $ mentre que les dones 17.788 $. La renda per capita de la població era de 10.302 $. Aproximadament el 28,9% de les famílies i el 33,2% de la població estaven per davall del llindar de pobresa.

## Poblacions més properes
El següent diagrama mostra les poblacions més properes.